# Manuel Soler (gobernador de Costa Rica)
Manuel Soler (m. Santiago de Guatemala, Guatemala, 1763) fue un militar español, que fue gobernador de la provincia de Costa Rica de 1758 a 1760.
Sirvió nueve años en el regimiento de Murcia y once en la primera compañía de guardias de corps. Alcanzó el grado de capitán de caballería.
El 23 de enero de 1757 el rey Carlos III lo nombró gobernador de Costa Rica. A fines de ese año, después de comprobar ante la Casa de Contratación de Cádiz que era soltero, obtuvo licencia para viajar a Cartagena de Indias, de donde se trasladó a Costa Rica. Tomó posesión en la ciudad de Cartago el 18 de setiembre de 1758.
Durante su gobierno tuvo grandes disgustos con los vecinos de Cartago. Un grupo dirigido por el escribano José Prudenciano de Peralta y don Domingo Boniche urdieron un plan para asesinarlo, que fracasó y que dio lugar a que se iniciara un proceso a principios de 1759.  
A principios de agosto de 1759 llegaron a Matina varias naves de mercaderes ingleses y neerlandeses para comerciar con los dueños de las plantaciones de cacao de la región, como solía hacerse a pesar de las enérgicas disposiciones que lo prohibían. El teniente del valle de Matina José Galiano les concedió licencia para desembarcar y vender sus mercaderías, a cambio de 900 pesos. Soler dio orden de rechazarlos por las armas, lo que en efecto hizo Galiano en la madrugada del 30 de agosto, cuando los mercaderes dormían. En el asalto murieron 50 de los extranjeros, se apresó a otros 27 y se confiscaron las mercaderías. Este hecho mereció la aprobación de la Corona, expresada en una real cédula de 21 de octubre de 1760, pero provocó mucho disgusto en prominentes vecinos de Cartago, partícipes del lucrativo comercio ilícito. El clero, que antes había apoyado a Soler, se puso de parte de sus enemigos, y se produjeron graves enfrentamientos cuando el gobernador quiso sacar al escribano Peralta del convento de San Francisco, donde se había refugiado. 
A principios de 1760 el obispo de Nicaragua y Costa Rica fray Mateo José de Navia y Bolaños efectuó una visita pastoral a Costa Rica. En marzo de ese año, el gobernador acompañó al obispo de Cartago a Esparza y después emprendió el regreso a Cartago, pero durante el viaje tomó la resolución de abandonar la provincia y partir hacia Nicaragua acompañado de un sirviente, por considerar que su vida corría peligro, según escribió al gobernador de Nicaragua Melchor Vidal de Lorca. Llegó a Masaya el 30 de marzo y allí se encontró con el gobernador Vidal de Lorca, quien le recomendó permanecer en esa población un tiempo para reponerse de sus fatigas. Dos meses después se trasladó a la ciudad de León, donde se hospedó en casa de su amigo don Martín Díaz de Corcuera, y allí empezó a dar muestras de enajenación mental. Después se marchó súbitamente hacia la población de El Viejo, donde a principios de junio protagonizó lamentables episodios que hacían evidente que había perdido la razón. Fue conducido de regreso a León; permaneció durante varias semanas en el convento de San Francisco, y finalmente fue recluido en una celda del hospital de San Juan de Dios.   
Al tener noticia de lo que sucedía, la Real Audiencia de Guatemala le conservó el goce de la mitad de su salario como gobernador y nombró como gobernador interino de Costa Rica a don Francisco Javier de Oriamuno y Vázquez Meléndez. En mayo de 1763, como continuaba demente, la Real Audiencia dispuso que fuera trasladado a Santiago de Guatemala en silla de manos. Murió a poco de su llegada a esa ciudad, sin haber recobrado la razón.  